# سيلفي كينيغي
سيلفي كينيغي (ولدت في 24 نوفمبر 1953) سياسية بوروندية  تولت منصب رئيس وزراء بوروندي في الفترة من 10 يوليو 1993 إلى 7 فبراير 1994،  كما تولت منصب القائم بأعمال الرئيس  خلال الفترة من 27 أكتوبر 1993 إلى 5 فبراير 1994، وتعد كينيغي المرأة الوحيدة التي شغلت تلك المناصب في بوروندي حتى الآن.  

## سيرة شخية
سيلفي كينيغي (ولدت في 24 نوفمبر 1953) سياسية بوروندية تولت منصب رئيس وزراء بوروندي في الفترة من 10 يوليو 1993 إلى 7 فبراير 1994، كما تولت منصب القائم بأعمال الرئيس خلال الفترة من 27 أكتوبر 1993 إلى 5 فبراير 1994، وتعد كينيغي المرأة الوحيدة التي شغلت تلك المناصب في بوروندي حتى الآن.
ولدت كينيغي في عام 1953 لأسرة تقطن الريف البوروندي. وقد عمل والدها بالتجارة في حين أن والدتها عملت بالزراعة  واهتمت بالمنزل. كانت سيلفي الثالثة من بين ستة أطفال، أكبرهم فتاة كان عليها أن تساعد والدتها؛ ومن ثمّ سنحت الفرصة  لسيلفي للذهاب إلى مدرسة راهبات بلجيكية للفتيات حيث تلقت تعليمها الابتدائي والثانوي، وتمكنت بعد ذلك من السفر للعاصمة البوروندية بوجومبورا لدراسة الاقتصاد.
على الرغم أن سيلفي تزوجت في سن التاسعة عشر من أحد الأساتذة وأنجبت أربعة أطفال إلا أنها استطاعت استكمال دراستها. كما كانت منخرطة في التنظيم النسائي لحزب التوتسي الحاكم حيث تمكنت من تغيير القوانين وتنفيذ التدابير الاقتصادية والاجتماعية لصالح النساء. بالإضافة إلى ذلك ترأست سيلفي التنظيم في العاصمة بوجمبورا، كما كانت عضوًا في المجلس التنفيذي الوطني للفرع النسائي.
بعد أن تخرجت كينيغي من جامعة بوروندي عملت في البنك المركزي البوروندي وفي الوقت ذاته درّست في الجامعة أيضًا. بعد ذلك تمت ترقيتها في البنك حيث أصبحت مسؤولة عن البحوث والدراسات. وفي عام 1991 أصبحت كينيغي مستشار لرئيس الوزراء حيث عُهد إليها مسؤولية خفض النفقات العسكرية وتنفيذ برنامج الغصلاج الاقتصادي.
اندلع نزاع مسلح بين الهوتو والتوتسي حتى عام 1993، حيث  تم تنظيم انتخابات كوسيلة للتحول الديمقراطي. كانت  المفاجاة الكبرى حين فاز زعيم المعارضة ملشيور ندادايي بالانتخابات الرئاسية. عين ندادايي حينها ثلثي أعضاء مجلس وزرائه من الهوتو والثلث الآخر من التوتسي، كما كلف كينيغي برئاسة الوزراء. كان هذا الجهد محاولًة منه لتوحيد الإثنيتين المكونتين للشعب البوروندي. حيث كان ندادايي من الهوتو ومن ثمّ اختار رئيسة وزراء من التوتسي  وذلك لتقليل عداء التوتسي لحكمه. في هذا الإطار صرحت كينيغي أن تحقيق المصالحة الوطنية يقع على رأس أولوياتها.
قُتل الرئيس ندادايي وستة من وزرائه على أيدي متمردي التوتسي في 21 أكتوبر من العام ذاته، وكان ذلك بمثابة البداية للحرب الأهلية البوروندية، حيث اندلع العنف العرقي على نطاق واسع. وللنجاة من الفوضى التي اندلعت قامت كينيغي وشخصيات بارزة في الحكومة باللجوء للسفارة الفرنسية، وبعد بضعة أيام تمكنت كينيغي من جمع خمسة عشر وزيرًا من الوزراء الإثنى وعشرين للساتمرار في الحكم بصفة القائم بأعمال الرئيس. وتعزز موقف كينيغي حينما قاما الرئيسان العغسكريان السابقان بيير بويويا وجان بابتيست باجازا بدعم حكومتها.
وفي يناير 1994 قام البرلمان بانتخاب وزير الزراعة السابق سيبريان نتارياميرا لتولي الرئاسة في الفترة المتبقية من رئاسة ندادايي، وكان من الهوتو أيضًأ مما أدى لاندلاع عداء الكثير من التوتسي مرة أخرى. وعلى الرغم من أن كينيغي اعترفت به كرئيس للجمهورية إلا انها استقالت من منصبها كرئيسة وزراء عندما تم تنصيبه؛ ومن ثمّ كانت محل نقد وهجوم من جميع الجهات، ولم يمض وقت طويل حتى غادرت البلاد. وتم تعيين  رئيس وزراء أخر من التوتسي بدلًا منها.
بدايًة من عام 2004 عملت كينيغي في برنامج الأمم المتحدة الإنمائ.